# Avenella flexuosa
Cet article possède un paronyme, voir Canche.
Deschampsia flexuosa
Espèce
Synonymes
- Aira flexuosa L., 1753 (basionyme)
- Deschampsia flexuosa (L.) Trin., 1836
- etc.

Avenella flexuosa, en français Canche flexueuse, Canche des montagnes, Deschampsie flexueuse ou Foin tortueux, est une espèce de plantes à fleurs de la famille des Poaceae et du genre Avenella.

## Description

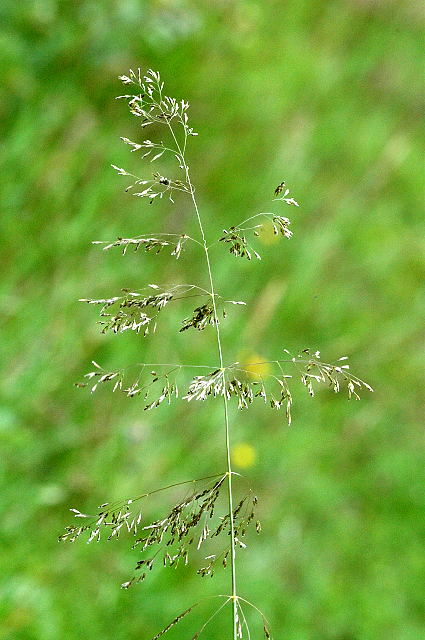
Canche flexueuse

La Canche flexueuse est une plante herbacée à feuilles enroulées, raides et fines, vert foncé, mesurant 20 à 60 cm.
Elle se reconnaît à sa panicule très ample et aérienne étalée, à rameaux flexueux. Cette inflorescence mesure 50 à 120 mm. Les arêtes de ses glumelles sont genouillées. Les épillets sont brun clair ou violacés.
Elle se distingue de la Canche cespiteuse (Deschampsia cespitosa) par sa taille et sa vigueur moindres, ses feuilles étroites, ses tiges fines et rouges. Un peu plus hâtive, fleurissant de juin à août, elle donne un foin dur et de mauvaise qualité ; c'est une espèce peu productive.

## Habitat et écologie
La Canche flexueuse est une petite plante des pelouses, landes et sous-bois dans la zone d'altitude allant de 300 à 1 800 m. Elle se rencontre plus particulièrement dans les hêtraies sur sol acide. Elle est très vigoureuse sur les sols acides secs des sous-bois et des pelouses.
Le catalogue des stations forestières des Vosges alsaciennes note des hêtraies-sapinières acidiphiles à Canche flexueuse associée ou non à des myrtilles.

## Répartition
Cette espèce a une aire de répartition cosmopolite. Elle est présente sur tout le territoire français métropolitain actuel depuis le Paléolithique.
Elle serait encore présente dans toute la France métropolitaine.

## Taxonomie
L'espèce est décrite en premier par le naturaliste suédois Carl von Linné en 1753, qui la classe dans le genre Aira sous le basionyme Aira flexuosa. Elle est déplacée dans le genre Deschampsia par Carl Bernhard von Trinius en 1836. Solomon Thomas Nicolai Drejer la reclasse en 1838 dans le genre Avenella sous le nom actuel Avenella flexuosa,.

### Synonymes
Avenella flexuosa a pour synonymes selon l'INPN (21 avril 2021) :
- Aira arenaria F.W.Schmidt, 1791
- Aira argentea Bellynck, 1855
- Aira collina (Dumort.) Foerster, 1878
- Aira flexuosa subsp. collina Dumort., 1824
- Aira flexuosa var. albida N.H.F.Desp., 1838
- Aira flexuosa var. aprica Wimm. & Grab., 1827
- Aira flexuosa var. argentea (Bellynck) Fonsny & Collard, 1885
- Aira flexuosa var. aurea Soest, 1920
- Aira flexuosa var. barstii Prahl, 1882
- Aira flexuosa var. capillaris G.Mey., 1836
- Aira flexuosa var. diffusa (Neilr.) Briq., 1910
- Aira flexuosa var. grandiflora Cariot & St.-Lag., 1889
- Aira flexuosa var. impuber Wibel, 1799
- Aira flexuosa var. pallida Lecoq & Lamotte, 1847
- Aira flexuosa var. parviflora Tinant, 1836
- Aira flexuosa var. patens Boreau, 1840
- Aira flexuosa var. patens Mutel, 1837
- Aira flexuosa var. patens Rchb., 1830
- Aira flexuosa var. umbrosa Wimm. & Grab., 1827
- Aira flexuosa var. violacea Peterm., 1846
- Aira flexuosa L., 1753 (basionyme)
- Aira kawakamii Hayata, 1906
- Aira legei Boreau, 1853
- Aira paludosa Roth, 1788
- Aira vestita Steud., 1854
- Arundo flexuosa (L.) Clairv., 1811
- Avena flexuosa var. diffusa Neilr., 1859
- Avena flexuosa var. legei (Boreau) Nyman, 1882
- Avena flexuosa (L.) Mert. & W.D.J.Koch, 1823
- Avena montana var. adultior Weber, 1780
- Avenella flexuosa var. cuprina Schur, 1859
- Avenella flexuosa (L.) Parl., 1848
- Avenella rubra Jord. ex Timb.-Lagr., 1875
- Deschampsia flexuosa (L.) Trin. var. flexuosa
- Deschampsia flexuosa subsp. legei (Boreau) K.Richt., 1890
- Deschampsia flexuosa var. grandiflora Cariot & St.-Lag., 1889
- Deschampsia flexuosa var. legei (Boreau) Revol, 1910
- Deschampsia flexuosa var. legei Rouy, 1913
- Deschampsia flexuosa var. montana (L.) Ducommun, 1869
- Deschampsia flexuosa var. pallida Legrand, 1873
- Deschampsia flexuosa var. parviflora Cariot & St.-Lag., 1889
- Deschampsia flexuosa (L.) Trin., 1836
- Deschampsia kawakamii (Hayata) Honda, 1930
- Erioblastus flexuosus Honda ex Nakai, 1930
- Lerchenfeldia cuprina (Schur) Schur, 1866
- Lerchenfeldia flexuosa var. alpina Schur, 1866
- Lerchenfeldia flexuosa (L.) Schur, 1866
- Podionapus flexuosus (L.) Dulac, 1867
- Salmasia flexuosa (L.) Bubani, 1902

### Sous-espèces
Selon Plants of the World online (POWO) (21 avril 2021) :
- Avenella flexuosa subsp. afromontana (C.E.Hubb.) Veldkamp
- Avenella flexuosa subsp. corsica (Tausch) Holub
- Avenella flexuosa subsp. flexuosa
- Avenella flexuosa subsp. foliosa (Hack.) Veldkamp
- Avenella flexuosa subsp. iberica (Rivas Mart.) Valdés & H.Scholz
- Avenella flexuosa subsp. ligulata (Stapf) Veldkamp
- Avenella flexuosa subsp. maderensis (Hack. & Bornm.) Veldkamp
- Avenella flexuosa subsp. mairei (Sennen) F.Albers ex Veldkamp
- Avenella flexuosa subsp. stricta (Willk. & Lange) Veldkamp